# 番子厝 (臺南市)
番子厝，原寫為番仔厝，是臺灣臺南市鹽水區的一個傳統地域名稱，位於該區中南部，並向東延伸至邊界。相較於今日行政區，其範圍大致包括歡雅里不含西南部邊界地帶及南部邊界地帶、三明里西南半部、文昌里南部邊界地帶中西段。
本地區境內主要聚落有番仔庄、尾藔、中洲藔、魏厝藔、下藔、洪厝藔、倒茄苳、莿𫈷藔等，在尾藔聚落設有一所小學。

## 歷史
台灣日治初期，番子厝地區為一街庄（舊制街庄），稱為「番仔厝庄」，隸屬於鹽水港堡。該庄昔日西北與孫厝藔庄為鄰，北及東與舊營庄為鄰，東南邊為下角帶圍庄，南邊為姑爺庄、竹仔腳庄、天保厝庄，西南邊為田藔庄。
1901年（日治明治三十四年）11月11日，全台廢縣廳改設二十廳，該庄隸屬於鹽水港廳。1904年（明治三十七年）4月1日，該庄編入「舊營區」，隸屬於鹽水港廳。1906年（明治三十九年）4月1日，鹽水港廳內管轄區域調整，該庄仍隸屬於「舊營區」。1909年（明治四十二年）10月25日，全台合併二十廳為十二廳，舊營區改隸屬於嘉義廳。1920年（大正九年）10月1日，全台地方制度大改正，廢十二廳改設五州二廳，該庄改制並雅化為「番子厝」大字，隸屬於臺南州新營郡鹽水街（新制街庄）。
戰後鹽水街改制為鹽水鎮，隸屬於臺南縣，大字亦改制為里。1950年10月25日，雲、嘉、南分治，鹽水鎮仍隸屬於臺南縣。2010年12月25日，臺南縣、市合併為直轄臺南市，鹽水鎮改制為鹽水區。

## 聚落
本地區發展較早的聚落有番仔庄、尾藔、中洲藔、魏厝藔、下藔、洪厝藔、倒茄苳、二竹圍藔（已消失）、莿𫈷藔等，在日治期初期的官方地圖上已有記載。

## 交通
省道台19線又稱「中央公路」，是彰化至永康的幹道，經過本地區番仔庄、下藔、中洲藔等聚落。由該道路北行可前往鹽水區鹽水市區、嘉義縣義竹鄉、朴子市、六腳鄉等地，南行可前往學甲區、佳里區、西港區、安定區等地。
區道南5線是牛稠子至歡雅的道路，其南側端點（終點）位於本地區尾藔聚落的區道南6線路口。
區道南6線是筏仔頭至歡雅的道路，其東側端點（終點）位於本地區尾藔聚落的省道台19線路口。
區道南67線是歡雅至下營的道路，其北側端點（起點）位於本地區尾藔聚落的省道台19線路口。
區道南72線是田寮至新營的道路，經過本地區南部凸出部分的西南側邊界地帶。
區道南73線是舊營至莿桐寮（實際終點在姑爺）的道路，經過本地區東部的莿桐寮聚落。
區道南73-1線是歡雅至莿桐寮的道路，全線位於本地區境內，其西北側端點（起點）位於番仔庄聚落的省道台19線路口，東南側端點（終點）位於莿桐寮聚落西南側的區道南73線路口。

## 學校
- 歡雅國小